# دفتر علوم دفاعی
دفتر علوم دفاعی یکی از هفت دفتر فنی آژانس پروژه‌های پژوهشی پیشرفتهٔ دفاعی (دارپا) است. دفتر علوم دفاعی، مسئول توسعه فناوری‌های پیشرفته برای امنیت ملی ایالات متحده آمریکا است.